# DeRemer-Nunatakker
Die DeRemer-Nunatakker sind eine Gruppe von Nunatakkern an der Oates-Küste des ostantarktischen Viktorialands. Ihr Zentrum befindet sich 6 km südöstlich des Mount Blowaway in den Wilson Hills.
Der United States Geological Survey kartierte sie anhand eigener Vermessungen und Luftaufnahmen der United States Navy aus den Jahren von 1960 bis 1963. Das Advisory Committee on Antarctic Names benannte sie 1970 nach Yeoman First Class Dennis Lee DeRemer (1942–2004), der von Februar 1967 bis Juli 1970 für die Unterstützungseinheiten der US Navy in Antarktika tätig war.